# نظام التشغيل على الانترنت
نظام التشغيل على الإنترنت (Online OS) هو نظام متعدد اللغات ومجاني في استخدام سطح المكتب على الإنترنت (web desktop) المكتوب بواسطة جافاسكربتباستخدام الاجاكس (AJAX). وهو قائم على بيئة سطح المكتب لويندوز مع تطبيقات مفتوحة المصدر وخدمات النظام المطورة على اطار 
تطبيق الشبكة (web application) لـ reBOX بواسطة iCUBE Network Solutions ، وهي شركة نمساوية يقع مقرها في فيينا.

## حول المشروع
OOS.cc (نظام التشغيل على الإنترنت) هو منصة تطبيق الشبكة الذي يحاكي الشكل والمظهر لأنظمة تشغيل سطح المكتب الكلاسيكية مثل مايكروسوفت ويندوز (Microsoft Windows)و ماكنتوش (Mac OS X) وكيدي (KDE).ويتألف من عدة تطبيقات مفتوحة المصدر مبنية على ما يسمى إطار تطبيق الشبكة reBox.
كما يمكن للتطبيقات أن تنفذ بطريقة متكاملة ومتوازية، يمكن اعتبار OOS كـنظام تشغيل على الشبكة (web operating system)، أو سطح الشبكة (webtop) أو سطح مكتب على الشبكة (web desktop). ويوفر الخدمات الأساسية، مثل واجهة المستخدم الرسومية (GUI)، نظام الملفات الافتراضية (virtual file system)، والوصول إلى الرقابة الإدارية والإمكانيات لتطوير ونشر تطبيقات الإنترنت. ولأنه نظام تشغيل على الإنترنت، فتنفيذه يتم ضمن متصفح ويب، هو ليس نظام تشغيل حقيقي ولكنه المدخل لتطبيقات الويب المختلفة، ويوفر مرونة عالية وسهولة في الاستخدام.
هذا المشروع ممول جزئيا من المنح المقدمة من (Internetprivatstiftung Austria (IPA. كما في 01-08-2008 حوالي 20.000 من المستخدمين انضموا إلى مجتمع oos.cc، باستخدام العروض المميزة والتطبيقات.

## التاريخ
تطوير سطح المكتب على شبكة الإنترنت بدأته iCUBE Network Solutions في عام 2005، تلتها الإصدارات التجريبية الأولى في عام 2006. ومع YouOS وeyeOS، يمكن أن ينظر إليه كواحد من الأنظمة الأوائل من نوعها المتاحة علنا. النسخة الأولى الكاملة تحتوي على دعم جوهر المستوى متعدد اللغات (core-level multi-language)و نظام الملفات (file system) ومجموعة أساسية من التطبيقات (applications) أتيحت للجمهور في آذار / مارس 2007 في مناسبة المعرض الوطني (ITnT Austria) ، وانتهت مرحلة نسخة البيتا (beta) في عام ونصف أواخر أكتوبر 2007. الإصدار الأول اعتمد (1.0.0) ونشر في تموز / يوليو 2007. المشروع وتطبيقاته حصل على عدة جوائز وطنية للابتكار (انظر ، 
، وقد حظي بالاهتمام بسبب اتخاذه نهجا شاملا (انظر ، ، 
OOS.cc بدأ كمشروع وطني. منصة كاملة تحتوي على جميع التطبيقات المقدمة والمتاحة حاليا في ثلاث لغات (الألمانية والإنكليزية والإسبانية) وتلقى المزيد من التغطية في جميع أنحاء العالم (على سبيل المثال انظر  و و و و و.
الإصدار الحالي هو 1.3.01 من تاريخ 01-08-2008.

## نظرة عامة على التقنية
هذا المشروع كتب بواسطة لغة جافا سكربت (Javascript)، تحديدا باستخدام تقنيات دي إتش تي إم إل للعمل في أي متصفح ويب (web browser)دون الحاجة لتثبيت أي برامج إضافية. النظام يطبق النوع الحديث من نموذج تطبيقات الويب ، ويستخدم بكثرة الـ اجاكس (AJAX)للاتصال بين مكونات العميل والخادم المركزي جافا (Java server backend) بطريقة متزامنة على وجه الحصر. الهدف أن توفر للمستخدمين تفاعل فريد السلوك لاستعارة سطح المكتب، وهو الفكرة الرئيسية في أي سطح المكتب على شبكة الإنترنت.
كنموذج لهذا النوع من تطبيقات الويب هو استخدام تقنيات جافا سكربت بناء على الطلب (Javascript-on-demand)، قطع كامل مصدر المشروع إلى أجزاء، وتحميلها على الفور عند الحاجة.
استنادا على هذا الأساس التقني، reBOX هو مكتبة الإطار لكل التطبيقات في نظام التشغيل على الإنترنت مبني له.. وAPI لها مرن جدا وقابل للتوسيع وتحتوي مجموعة أجزاء واجهة المستخدم الرسومية (GUI) وآليات الاتصال وخدمات الخادم (server)التي يقدمها سواء العامة أو إطار خدمات محددة.
نظام التشغيل على الإنترنت يتكون من الإطار الأساسي (basic framework)، وهو قادر على تشغيل أي تطبيق جافا سكربت (Javascript) باستخدام مكتبة reBOX. 
واجهة المستخدم تستند على سلوك سطح مكتب الويندوز (widows desktop) بقائمة بدء التشغيل (start menu) وشريط المهام (task bar) وخلفية سطح المكتب. جميع التطبيقات قيد التشغيل في هذه البيئة. في الجانب الخادم، هناك جافا الخدمات القائمة على شبكة الإنترنت تعمل لكي تخدم عمليات المستخدمين وتقدم البيانات من قاعدة البيانات المتعلقة (relational database) في الواجهة الخلفية.
وهو يوفر أيضا بيئة التطوير المتكاملة تدعى Developer Suite، والذي يسمح للمجتمع لبناء تطبيقاته لبيئة سطح المكتب على أساس reBOX (انظر جزء التطوير أدناه).

## الرخصة
جميع التطبيقات المتاحة في نظام التشغيل على الإنترنت مفتوحة المصدر unter the EUPL.
استخدام صندوق أدوات تطوير reBOX مجاني في تطوير أي تطبيقات لسطح الشبكة (webtop).

## الميزات
على النحو المذكور أعلاه، جميع التطبيقات المنشورة على نظام التشغيل على الإنترنت مفتوحة المصدر على أساس EUPL، ويمكن أن تكون «مثبتة» أو "deinstalled" لكل مايفضله المستخدم.
في الوقت الحالي، وإلى جانب الخدمات العامة مثل دعم تعدد اللغات أو دعم الموضوعات العالمية، وكذلك بعض الأدوات البسيطة والألعاب، نظام التشغيل على الإنترنت يقدم أربع خدمات رئيسية يمكن استخدامها بشكل مجاني تماما.
- تخزين الملفات متكامل ومرن (1 غيغابايت لكل مستخدم)
  - ميثاق نقل النص الفائق (HTTP) وكذلك بروتوكول نقل الملفات(FTP) لنقل الملفات من وإلى نظام الملفات المحلية (local file system).
  - مستخدم المستندة (User-based) إلى مشاركة الملفات (file-shares) داخل مجتمع نظام التشغيل على الإنترنت.
  - الوصول لـWebDAV
  - إدارة الوثائق (ويحتوي التحكم في الإصدارات وآليات تأمين الملفات)
- نشر وتنظيم وتجهيز الصور.
- مساحة جزئية مجانية (user.oos.cc) للشبكة أو نشر الصور، متكامل مباشرة على سطح المكتب.
- مجاميع التطبيقات (Groupware applications)، بما في ذلك البريد الإلكتروني مجاني، احضار البريد وإدارة جهات الاتصال.
- بيئة تطوير متكاملة، حيث أن تطبيقات نظام التشغيل على الإنترنت يمكن أن تنشأ مباشرة من داخل النظام (انظر قسم التطويرأدناه)

الإصدارات التالية تعتزم التركيز على من المخطط أن التركيز وتوسيع نطاق الأمن والخصوصية، والتعامل مع التحديات مثل الاتصالات المجهولة (التصفح وكذلك عناوين البريد مؤقتة) فضلا عن تقديم كلمة المرور المشفرة وتخزين الملفات وخدمات الاتصال. نظرا لأنه مفرج باستقرار أولي، يمكن الوصول لنظام التشغيل على الإنترنت باستخدام ميثاق نقل النص الفائق بروتوكول نقل النص التشعبي الآمن لضمان اتصال آمن.

## القيود والعوائق
- عدد محدود من التطبيقات: لا يمكن استضافة التطبيقات التجارية. فقط تطبيقات مستعرضة يجري نشرها.
- لا تعالج تنسيقات أوفيس (Offic) الشائعة (doc.. odt، الخ.)
- دعم اللغة محدود: الإنكليزية فقط والألمانية والإسبانية
- الاعتماد على البنية التحتية الخارجية: لا توجد إمكانية لتوسيع التخزين، لا إضافات أو ضمانات لعرض النطاق الترددي (bandwidth)، الخ.

## التطوير
واحدة من أهم الركائز للفريق هو توفير API مرن وشامل من البداية، والتي يمكن استخدامها لتطوير تطبيقات مخصصة ليس فقط داخل نظام التشغيل على الإنترنت، ولكن أيضا تطبيقات إنترنت (web-applications) قائمة بذاتهاأو لدمج مكونات واحدة موجودة في مواقع على شبكة الإنترنت. بواسطة فك ارتباط التطوير من تشابك الشبكة الإنترنت «المشاكل» باستخدام تطبيقات الشبكة لـ reBOX API ممكن أن يتم التطوير لاي برنامج جافا (Java) مشابه: العناصر يمكن وضعها ويمكن أن تتفاعل مثل لغات البرمجة الموجهة عالية المستوى، ودون رعاية من ديوها ‏ ، المتصفح يتخذ سلوك معين أو يتعامل مع الاتصالات. الإطار أيضا يوفر تعدد اللغات، ويدعم الموجود وكذلك التطبيقات المنشأة حديثا، مما يسمح للتغيير تقريبا كل جانب من جوانب الشكل والمظهر من المكونات المستخدمة وفقا للأفضليات من مستخدميها.
للاستفادة من هذا النهج، واحد من التطبيقات المقدمة في نظام التشغيل على الإنترنت هو جناح متكامل للتنمية، مما يسمح بكتابة وتنفيذ الأوامر، وبالتالي إنشاء برامج جديدة داخل حدود سطح الشبكة (Webtop). وجميع التطبيقات على نظام التشغيل على الإنترنت تعامل كتطبيقات مفتوحة المصدر، وجميع البرامج الموجودة تقدم ليتم استيرادها أو استعرضها أو تغييرها ثم نشرها محليا. تبعا لهذه الفكرة، فإن كل مستخدم حر في أن يقدم تغييرا أو ينشئ تطبيقات لإدراجها لمجموعة التطبيقات العامة. الإصدار الحالي يوفر مزايا مثل الإكمال التلقائي (auto-completion) ومخطط النافذة (outline-window).

## تطبيقات مماثلة
- Windows4all
- youOS
- آي أو إس (نظام تشغيل ويب)
- DesktopTwo
- G.ho.st

## وصلات خارجية
- مسؤول المشروع الصفحة الرئيسية
- وصف المشروع
- مسؤول الصفحة الرئيسية للشركة